# Come Over
«Come Over» es una canción  realizada por el grupo británico Clean Bandit con la colaboración del rapero Stylo G; incluida en el álbum de estudio debut de Clean Bandit New Eyes.

## Posicionamiento en listas

### Listas semanales
| Lista (2014)                   | Mejor posición |
| ------------------------------ | -------------- |
| Reino Unido (UK Dance Chart)   | 14             |
| Reino Unido (UK Singles Chart) | 50             |

## Historial de lanzamientos
| País        | Fecha                | Formato          | Discográfica |
| ----------- | -------------------- | ---------------- | ------------ |
| Irlanda     | 8 de agosto de 2014  | Descarga digital | Warner Music |
| Reino Unido | 10 de agosto de 2014 | Descarga digital | Warner Music |